# Miika Lahti
Miika Lahti (ur. 6 lutego 1987 w Konnevesi) – fiński hokeista, reprezentant Finlandii.

## Kariera
- JYP U16 (2001-2002)
- JYP U18 (2002-2003)
- JYP U20 (2003-2008)
- JYP (2005-2016)
  -  Suomi U20 (2006, 2007)
  -  D Team (2008-2009, 2010, 2011)
- Kunlun Red Star (2016-2017)
- JYP (2017-2019)
- EC VSV (2019-2020)
- Gladiators HT (2020-)

Wychowanek i zawodnik klubu JYP. Przedłużał kontrakt z klubem: w styczniu 2012 o dwa lata, w lipcu 2013 o dwa lata, w grudniu 2015. Od lipca 2016 zawodnik chińskiego klubu Kunlun Red Star, beniaminka w lidze KHL. Od 2017 przed dwa sezony ponownie grał w JYP. W maju 2019 przeszedł do austriackiego EC VSV. W 2020 został zawodnikiem Gladiators HT.
W trakcie kariery zyskał pseudonimy Rami oraz Rambo.

## Sukcesy
Klubowe
- Złoty medal mistrzostw Finlandii: 2009, 2012 z JYP
- Brązowy medal mistrzostw Finlandii: 2010, 2013, 2015 z JYP
- Srebrny medal Mestis: 2010 z D Team
- European Trophy: 2013 z JYP